# Anser (gènere)
El gènere de les aus ansesriformes Anser inclou les oques grises i les oques blanques. Pertany a la subfamília de les oques i els cignes (anserins). El gènere té una distribució holàrtica, amb almenys una espècie que es reprodueix en hàbitats oberts i humits de les regions temperades subàrtiques i fresques de l’hemisferi nord a l'estiu. Algunes també es reprodueixen més al sud, arribant a regions temperades càlides. La majoria migren cap al sud a l’hivern, a regions de la zona temperada entre el Gener, de 0 a 5 ° C isolínies.
El gènere conté 11 espècies vives, que abasten gairebé tota la gamma de formes i mides reals d'oques. La més gran és l’ oca comuna amb un pes de 2,5 a 4,1 kg. Totes tenen les potes i els peus de color rosa o taronja i els becs de color rosa, taronja o negre. Tenen les plomes de cobertura blanques de la cua inferior, i diverses tenen una mica de color blanc al cap. El coll, el cos i les ales són de color gris o blanc, i també de color negre o negrós sovint a les plomes de vol. Les tres espècies d '"oques blanques" (oca emperadriu, oca de les neus i oca de Ross) abans es tractaven com un gènere separat Chen, però ara s'inclouen generalment a Anser. Les oques "negres" molt relacionades del gènere Branta difereixen en tenir potes negres i en general el plomatge del cos més fosc.

## Sistemàtica, taxonomia i evolució
El gènere Anser va ser introduït pel zoòleg francès Mathurin Jacques Brisson el 1760. El nom es va derivar per tautòním de l’ epítet específic de l’ oca comuna Anas anser introduït per Linné el 1758. Anser és la paraula llatina que significa "oca".

### Filogènia
Les relacions evolutives entre les oques Anser han estat difícils de resoldre a causa de la seva ràpida radiació durant el Plistocè i la freqüent hibridació. El 2016 Ottenburghs i col·legues van publicar un estudi que establia les relacions filogenètiques entre les espècies comparant seqüències d'ADN exòniques.
|  | Oca emperadriu (Anser canagicus)                                                                    |
|  | |
|  | \| \| Oca de Ross (Anser rossii) \| \| \| \| \| \| Oca de les neus (Anser caerulescens) \| \| \| \| |
|  | |
|  | Oca de Ross (Anser rossii)                                                                          |
|  | |
|  | Oca de les neus (Anser caerulescens)                                                                |
|  | |

|  | Oca de Ross (Anser rossii)           |
|  |                                      |
|  | Oca de les neus (Anser caerulescens) |
|  |                                      |

|  | Oca pradenca de la taigà (Anser fabalis)                                                                                  |
|  | |
|  | \| \| Oca de bec curt (Anser brachyrhynchus) \| \| \| \| \| \| Oca pradenca de la tundra (Anser serrirostris) \| \| \| \| |
|  | |
|  | Oca de bec curt (Anser brachyrhynchus)                                                                                    |
|  | |
|  | Oca pradenca de la tundra (Anser serrirostris)                                                                            |
|  | |

|  | Oca de bec curt (Anser brachyrhynchus)         |
|  |                                                |
|  | Oca pradenca de la tundra (Anser serrirostris) |
|  |                                                |

|  | Oca riallera grossa (Anser albifrons)  |
|  |                                        |
|  | Oca riallera petita (Anser erythropus) |
|  |                                        |

|  | Oca pradenca de la taigà (Anser fabalis)                                                                                  |
|  | |
|  | \| \| Oca de bec curt (Anser brachyrhynchus) \| \| \| \| \| \| Oca pradenca de la tundra (Anser serrirostris) \| \| \| \| |
|  | |
|  | Oca de bec curt (Anser brachyrhynchus)                                                                                    |
|  | |
|  | Oca pradenca de la tundra (Anser serrirostris)                                                                            |
|  | |

|  | Oca de bec curt (Anser brachyrhynchus)         |
|  |                                                |
|  | Oca pradenca de la tundra (Anser serrirostris) |
|  |                                                |

|  | Oca riallera grossa (Anser albifrons)  |
|  |                                        |
|  | Oca riallera petita (Anser erythropus) |
|  |                                        |

|  | Oca pradenca de la taigà (Anser fabalis)                                                                                  |
|  | |
|  | \| \| Oca de bec curt (Anser brachyrhynchus) \| \| \| \| \| \| Oca pradenca de la tundra (Anser serrirostris) \| \| \| \| |
|  | |
|  | Oca de bec curt (Anser brachyrhynchus)                                                                                    |
|  | |
|  | Oca pradenca de la tundra (Anser serrirostris)                                                                            |
|  | |

|  | Oca de bec curt (Anser brachyrhynchus)         |
|  |                                                |
|  | Oca pradenca de la tundra (Anser serrirostris) |
|  |                                                |

|  | Oca riallera grossa (Anser albifrons)  |
|  |                                        |
|  | Oca riallera petita (Anser erythropus) |
|  |                                        |

|  | Oca pradenca de la taigà (Anser fabalis)                                                                                  |
|  | |
|  | \| \| Oca de bec curt (Anser brachyrhynchus) \| \| \| \| \| \| Oca pradenca de la tundra (Anser serrirostris) \| \| \| \| |
|  | |
|  | Oca de bec curt (Anser brachyrhynchus)                                                                                    |
|  | |
|  | Oca pradenca de la tundra (Anser serrirostris)                                                                            |
|  | |

|  | Oca de bec curt (Anser brachyrhynchus)         |
|  |                                                |
|  | Oca pradenca de la tundra (Anser serrirostris) |
|  |                                                |

|  | Oca riallera grossa (Anser albifrons)  |
|  |                                        |
|  | Oca riallera petita (Anser erythropus) |
|  |                                        |

|  | Oca pradenca de la taigà (Anser fabalis)                                                                                  |
|  | |
|  | \| \| Oca de bec curt (Anser brachyrhynchus) \| \| \| \| \| \| Oca pradenca de la tundra (Anser serrirostris) \| \| \| \| |
|  | |
|  | Oca de bec curt (Anser brachyrhynchus)                                                                                    |
|  | |
|  | Oca pradenca de la tundra (Anser serrirostris)                                                                            |
|  | |

|  | Oca de bec curt (Anser brachyrhynchus)         |
|  |                                                |
|  | Oca pradenca de la tundra (Anser serrirostris) |
|  |                                                |

|  | Oca riallera grossa (Anser albifrons)  |
|  |                                        |
|  | Oca riallera petita (Anser erythropus) |
|  |                                        |

|  | Oca pradenca de la taigà (Anser fabalis)                                                                                  |
|  | |
|  | \| \| Oca de bec curt (Anser brachyrhynchus) \| \| \| \| \| \| Oca pradenca de la tundra (Anser serrirostris) \| \| \| \| |
|  | |
|  | Oca de bec curt (Anser brachyrhynchus)                                                                                    |
|  | |
|  | Oca pradenca de la tundra (Anser serrirostris)                                                                            |
|  | |

|  | Oca de bec curt (Anser brachyrhynchus)         |
|  |                                                |
|  | Oca pradenca de la tundra (Anser serrirostris) |
|  |                                                |

|  | Oca riallera grossa (Anser albifrons)  |
|  |                                        |
|  | Oca riallera petita (Anser erythropus) |
|  |                                        |

|  | Oca pradenca de la taigà (Anser fabalis)                                                                                  |
|  | |
|  | \| \| Oca de bec curt (Anser brachyrhynchus) \| \| \| \| \| \| Oca pradenca de la tundra (Anser serrirostris) \| \| \| \| |
|  | |
|  | Oca de bec curt (Anser brachyrhynchus)                                                                                    |
|  | |
|  | Oca pradenca de la tundra (Anser serrirostris)                                                                            |
|  | |

|  | Oca de bec curt (Anser brachyrhynchus)         |
|  |                                                |
|  | Oca pradenca de la tundra (Anser serrirostris) |
|  |                                                |

|  | Oca riallera grossa (Anser albifrons)  |
|  |                                        |
|  | Oca riallera petita (Anser erythropus) |
|  |                                        |

|  | Oca pradenca de la taigà (Anser fabalis)                                                                                  |
|  | |
|  | \| \| Oca de bec curt (Anser brachyrhynchus) \| \| \| \| \| \| Oca pradenca de la tundra (Anser serrirostris) \| \| \| \| |
|  | |
|  | Oca de bec curt (Anser brachyrhynchus)                                                                                    |
|  | |
|  | Oca pradenca de la tundra (Anser serrirostris)                                                                            |
|  | |

|  | Oca de bec curt (Anser brachyrhynchus)         |
|  |                                                |
|  | Oca pradenca de la tundra (Anser serrirostris) |
|  |                                                |

|  | Oca riallera grossa (Anser albifrons)  |
|  |                                        |
|  | Oca riallera petita (Anser erythropus) |
|  |                                        |

|  | Oca emperadriu (Anser canagicus)                                                                    |
|  | |
|  | \| \| Oca de Ross (Anser rossii) \| \| \| \| \| \| Oca de les neus (Anser caerulescens) \| \| \| \| |
|  | |
|  | Oca de Ross (Anser rossii)                                                                          |
|  | |
|  | Oca de les neus (Anser caerulescens)                                                                |
|  | |

|  | Oca de Ross (Anser rossii)           |
|  |                                      |
|  | Oca de les neus (Anser caerulescens) |
|  |                                      |

|  | Oca pradenca de la taigà (Anser fabalis)                                                                                  |
|  | |
|  | \| \| Oca de bec curt (Anser brachyrhynchus) \| \| \| \| \| \| Oca pradenca de la tundra (Anser serrirostris) \| \| \| \| |
|  | |
|  | Oca de bec curt (Anser brachyrhynchus)                                                                                    |
|  | |
|  | Oca pradenca de la tundra (Anser serrirostris)                                                                            |
|  | |

|  | Oca de bec curt (Anser brachyrhynchus)         |
|  |                                                |
|  | Oca pradenca de la tundra (Anser serrirostris) |
|  |                                                |

|  | Oca riallera grossa (Anser albifrons)  |
|  |                                        |
|  | Oca riallera petita (Anser erythropus) |
|  |                                        |

|  | Oca pradenca de la taigà (Anser fabalis)                                                                                  |
|  | |
|  | \| \| Oca de bec curt (Anser brachyrhynchus) \| \| \| \| \| \| Oca pradenca de la tundra (Anser serrirostris) \| \| \| \| |
|  | |
|  | Oca de bec curt (Anser brachyrhynchus)                                                                                    |
|  | |
|  | Oca pradenca de la tundra (Anser serrirostris)                                                                            |
|  | |

|  | Oca de bec curt (Anser brachyrhynchus)         |
|  |                                                |
|  | Oca pradenca de la tundra (Anser serrirostris) |
|  |                                                |

|  | Oca riallera grossa (Anser albifrons)  |
|  |                                        |
|  | Oca riallera petita (Anser erythropus) |
|  |                                        |

|  | Oca pradenca de la taigà (Anser fabalis)                                                                                  |
|  | |
|  | \| \| Oca de bec curt (Anser brachyrhynchus) \| \| \| \| \| \| Oca pradenca de la tundra (Anser serrirostris) \| \| \| \| |
|  | |
|  | Oca de bec curt (Anser brachyrhynchus)                                                                                    |
|  | |
|  | Oca pradenca de la tundra (Anser serrirostris)                                                                            |
|  | |

|  | Oca de bec curt (Anser brachyrhynchus)         |
|  |                                                |
|  | Oca pradenca de la tundra (Anser serrirostris) |
|  |                                                |

|  | Oca riallera grossa (Anser albifrons)  |
|  |                                        |
|  | Oca riallera petita (Anser erythropus) |
|  |                                        |

|  | Oca pradenca de la taigà (Anser fabalis)                                                                                  |
|  | |
|  | \| \| Oca de bec curt (Anser brachyrhynchus) \| \| \| \| \| \| Oca pradenca de la tundra (Anser serrirostris) \| \| \| \| |
|  | |
|  | Oca de bec curt (Anser brachyrhynchus)                                                                                    |
|  | |
|  | Oca pradenca de la tundra (Anser serrirostris)                                                                            |
|  | |

|  | Oca de bec curt (Anser brachyrhynchus)         |
|  |                                                |
|  | Oca pradenca de la tundra (Anser serrirostris) |
|  |                                                |

|  | Oca riallera grossa (Anser albifrons)  |
|  |                                        |
|  | Oca riallera petita (Anser erythropus) |
|  |                                        |

|  | Oca pradenca de la taigà (Anser fabalis)                                                                                  |
|  | |
|  | \| \| Oca de bec curt (Anser brachyrhynchus) \| \| \| \| \| \| Oca pradenca de la tundra (Anser serrirostris) \| \| \| \| |
|  | |
|  | Oca de bec curt (Anser brachyrhynchus)                                                                                    |
|  | |
|  | Oca pradenca de la tundra (Anser serrirostris)                                                                            |
|  | |

|  | Oca de bec curt (Anser brachyrhynchus)         |
|  |                                                |
|  | Oca pradenca de la tundra (Anser serrirostris) |
|  |                                                |

|  | Oca riallera grossa (Anser albifrons)  |
|  |                                        |
|  | Oca riallera petita (Anser erythropus) |
|  |                                        |

|  | Oca pradenca de la taigà (Anser fabalis)                                                                                  |
|  | |
|  | \| \| Oca de bec curt (Anser brachyrhynchus) \| \| \| \| \| \| Oca pradenca de la tundra (Anser serrirostris) \| \| \| \| |
|  | |
|  | Oca de bec curt (Anser brachyrhynchus)                                                                                    |
|  | |
|  | Oca pradenca de la tundra (Anser serrirostris)                                                                            |
|  | |

|  | Oca de bec curt (Anser brachyrhynchus)         |
|  |                                                |
|  | Oca pradenca de la tundra (Anser serrirostris) |
|  |                                                |

|  | Oca riallera grossa (Anser albifrons)  |
|  |                                        |
|  | Oca riallera petita (Anser erythropus) |
|  |                                        |

|  | Oca pradenca de la taigà (Anser fabalis)                                                                                  |
|  | |
|  | \| \| Oca de bec curt (Anser brachyrhynchus) \| \| \| \| \| \| Oca pradenca de la tundra (Anser serrirostris) \| \| \| \| |
|  | |
|  | Oca de bec curt (Anser brachyrhynchus)                                                                                    |
|  | |
|  | Oca pradenca de la tundra (Anser serrirostris)                                                                            |
|  | |

|  | Oca de bec curt (Anser brachyrhynchus)         |
|  |                                                |
|  | Oca pradenca de la tundra (Anser serrirostris) |
|  |                                                |

|  | Oca riallera grossa (Anser albifrons)  |
|  |                                        |
|  | Oca riallera petita (Anser erythropus) |
|  |                                        |

|  | Oca pradenca de la taigà (Anser fabalis)                                                                                  |
|  | |
|  | \| \| Oca de bec curt (Anser brachyrhynchus) \| \| \| \| \| \| Oca pradenca de la tundra (Anser serrirostris) \| \| \| \| |
|  | |
|  | Oca de bec curt (Anser brachyrhynchus)                                                                                    |
|  | |
|  | Oca pradenca de la tundra (Anser serrirostris)                                                                            |
|  | |

|  | Oca de bec curt (Anser brachyrhynchus)         |
|  |                                                |
|  | Oca pradenca de la tundra (Anser serrirostris) |
|  |                                                |

|  | Oca riallera grossa (Anser albifrons)  |
|  |                                        |
|  | Oca riallera petita (Anser erythropus) |
|  |                                        |

|  | Oca emperadriu (Anser canagicus)                                                                    |
|  | |
|  | \| \| Oca de Ross (Anser rossii) \| \| \| \| \| \| Oca de les neus (Anser caerulescens) \| \| \| \| |
|  | |
|  | Oca de Ross (Anser rossii)                                                                          |
|  | |
|  | Oca de les neus (Anser caerulescens)                                                                |
|  | |

|  | Oca de Ross (Anser rossii)           |
|  |                                      |
|  | Oca de les neus (Anser caerulescens) |
|  |                                      |

|  | Oca pradenca de la taigà (Anser fabalis)                                                                                  |
|  | |
|  | \| \| Oca de bec curt (Anser brachyrhynchus) \| \| \| \| \| \| Oca pradenca de la tundra (Anser serrirostris) \| \| \| \| |
|  | |
|  | Oca de bec curt (Anser brachyrhynchus)                                                                                    |
|  | |
|  | Oca pradenca de la tundra (Anser serrirostris)                                                                            |
|  | |

|  | Oca de bec curt (Anser brachyrhynchus)         |
|  |                                                |
|  | Oca pradenca de la tundra (Anser serrirostris) |
|  |                                                |

|  | Oca riallera grossa (Anser albifrons)  |
|  |                                        |
|  | Oca riallera petita (Anser erythropus) |
|  |                                        |

|  | Oca pradenca de la taigà (Anser fabalis)                                                                                  |
|  | |
|  | \| \| Oca de bec curt (Anser brachyrhynchus) \| \| \| \| \| \| Oca pradenca de la tundra (Anser serrirostris) \| \| \| \| |
|  | |
|  | Oca de bec curt (Anser brachyrhynchus)                                                                                    |
|  | |
|  | Oca pradenca de la tundra (Anser serrirostris)                                                                            |
|  | |

|  | Oca de bec curt (Anser brachyrhynchus)         |
|  |                                                |
|  | Oca pradenca de la tundra (Anser serrirostris) |
|  |                                                |

|  | Oca riallera grossa (Anser albifrons)  |
|  |                                        |
|  | Oca riallera petita (Anser erythropus) |
|  |                                        |

|  | Oca pradenca de la taigà (Anser fabalis)                                                                                  |
|  | |
|  | \| \| Oca de bec curt (Anser brachyrhynchus) \| \| \| \| \| \| Oca pradenca de la tundra (Anser serrirostris) \| \| \| \| |
|  | |
|  | Oca de bec curt (Anser brachyrhynchus)                                                                                    |
|  | |
|  | Oca pradenca de la tundra (Anser serrirostris)                                                                            |
|  | |

|  | Oca de bec curt (Anser brachyrhynchus)         |
|  |                                                |
|  | Oca pradenca de la tundra (Anser serrirostris) |
|  |                                                |

|  | Oca riallera grossa (Anser albifrons)  |
|  |                                        |
|  | Oca riallera petita (Anser erythropus) |
|  |                                        |

|  | Oca pradenca de la taigà (Anser fabalis)                                                                                  |
|  | |
|  | \| \| Oca de bec curt (Anser brachyrhynchus) \| \| \| \| \| \| Oca pradenca de la tundra (Anser serrirostris) \| \| \| \| |
|  | |
|  | Oca de bec curt (Anser brachyrhynchus)                                                                                    |
|  | |
|  | Oca pradenca de la tundra (Anser serrirostris)                                                                            |
|  | |

|  | Oca de bec curt (Anser brachyrhynchus)         |
|  |                                                |
|  | Oca pradenca de la tundra (Anser serrirostris) |
|  |                                                |

|  | Oca riallera grossa (Anser albifrons)  |
|  |                                        |
|  | Oca riallera petita (Anser erythropus) |
|  |                                        |

|  | Oca pradenca de la taigà (Anser fabalis)                                                                                  |
|  | |
|  | \| \| Oca de bec curt (Anser brachyrhynchus) \| \| \| \| \| \| Oca pradenca de la tundra (Anser serrirostris) \| \| \| \| |
|  | |
|  | Oca de bec curt (Anser brachyrhynchus)                                                                                    |
|  | |
|  | Oca pradenca de la tundra (Anser serrirostris)                                                                            |
|  | |

|  | Oca de bec curt (Anser brachyrhynchus)         |
|  |                                                |
|  | Oca pradenca de la tundra (Anser serrirostris) |
|  |                                                |

|  | Oca riallera grossa (Anser albifrons)  |
|  |                                        |
|  | Oca riallera petita (Anser erythropus) |
|  |                                        |

|  | Oca pradenca de la taigà (Anser fabalis)                                                                                  |
|  | |
|  | \| \| Oca de bec curt (Anser brachyrhynchus) \| \| \| \| \| \| Oca pradenca de la tundra (Anser serrirostris) \| \| \| \| |
|  | |
|  | Oca de bec curt (Anser brachyrhynchus)                                                                                    |
|  | |
|  | Oca pradenca de la tundra (Anser serrirostris)                                                                            |
|  | |

|  | Oca de bec curt (Anser brachyrhynchus)         |
|  |                                                |
|  | Oca pradenca de la tundra (Anser serrirostris) |
|  |                                                |

|  | Oca riallera grossa (Anser albifrons)  |
|  |                                        |
|  | Oca riallera petita (Anser erythropus) |
|  |                                        |

|  | Oca pradenca de la taigà (Anser fabalis)                                                                                  |
|  | |
|  | \| \| Oca de bec curt (Anser brachyrhynchus) \| \| \| \| \| \| Oca pradenca de la tundra (Anser serrirostris) \| \| \| \| |
|  | |
|  | Oca de bec curt (Anser brachyrhynchus)                                                                                    |
|  | |
|  | Oca pradenca de la tundra (Anser serrirostris)                                                                            |
|  | |

|  | Oca de bec curt (Anser brachyrhynchus)         |
|  |                                                |
|  | Oca pradenca de la tundra (Anser serrirostris) |
|  |                                                |

|  | Oca riallera grossa (Anser albifrons)  |
|  |                                        |
|  | Oca riallera petita (Anser erythropus) |
|  |                                        |

|  | Oca pradenca de la taigà (Anser fabalis)                                                                                  |
|  | |
|  | \| \| Oca de bec curt (Anser brachyrhynchus) \| \| \| \| \| \| Oca pradenca de la tundra (Anser serrirostris) \| \| \| \| |
|  | |
|  | Oca de bec curt (Anser brachyrhynchus)                                                                                    |
|  | |
|  | Oca pradenca de la tundra (Anser serrirostris)                                                                            |
|  | |

|  | Oca de bec curt (Anser brachyrhynchus)         |
|  |                                                |
|  | Oca pradenca de la tundra (Anser serrirostris) |
|  |                                                |

|  | Oca riallera grossa (Anser albifrons)  |
|  |                                        |
|  | Oca riallera petita (Anser erythropus) |
|  |                                        |

|  | Oca emperadriu (Anser canagicus)                                                                    |
|  | |
|  | \| \| Oca de Ross (Anser rossii) \| \| \| \| \| \| Oca de les neus (Anser caerulescens) \| \| \| \| |
|  | |
|  | Oca de Ross (Anser rossii)                                                                          |
|  | |
|  | Oca de les neus (Anser caerulescens)                                                                |
|  | |

|  | Oca de Ross (Anser rossii)           |
|  |                                      |
|  | Oca de les neus (Anser caerulescens) |
|  |                                      |

|  | Oca pradenca de la taigà (Anser fabalis)                                                                                  |
|  | |
|  | \| \| Oca de bec curt (Anser brachyrhynchus) \| \| \| \| \| \| Oca pradenca de la tundra (Anser serrirostris) \| \| \| \| |
|  | |
|  | Oca de bec curt (Anser brachyrhynchus)                                                                                    |
|  | |
|  | Oca pradenca de la tundra (Anser serrirostris)                                                                            |
|  | |

|  | Oca de bec curt (Anser brachyrhynchus)         |
|  |                                                |
|  | Oca pradenca de la tundra (Anser serrirostris) |
|  |                                                |

|  | Oca riallera grossa (Anser albifrons)  |
|  |                                        |
|  | Oca riallera petita (Anser erythropus) |
|  |                                        |

|  | Oca pradenca de la taigà (Anser fabalis)                                                                                  |
|  | |
|  | \| \| Oca de bec curt (Anser brachyrhynchus) \| \| \| \| \| \| Oca pradenca de la tundra (Anser serrirostris) \| \| \| \| |
|  | |
|  | Oca de bec curt (Anser brachyrhynchus)                                                                                    |
|  | |
|  | Oca pradenca de la tundra (Anser serrirostris)                                                                            |
|  | |

|  | Oca de bec curt (Anser brachyrhynchus)         |
|  |                                                |
|  | Oca pradenca de la tundra (Anser serrirostris) |
|  |                                                |

|  | Oca riallera grossa (Anser albifrons)  |
|  |                                        |
|  | Oca riallera petita (Anser erythropus) |
|  |                                        |

|  | Oca pradenca de la taigà (Anser fabalis)                                                                                  |
|  | |
|  | \| \| Oca de bec curt (Anser brachyrhynchus) \| \| \| \| \| \| Oca pradenca de la tundra (Anser serrirostris) \| \| \| \| |
|  | |
|  | Oca de bec curt (Anser brachyrhynchus)                                                                                    |
|  | |
|  | Oca pradenca de la tundra (Anser serrirostris)                                                                            |
|  | |

|  | Oca de bec curt (Anser brachyrhynchus)         |
|  |                                                |
|  | Oca pradenca de la tundra (Anser serrirostris) |
|  |                                                |

|  | Oca riallera grossa (Anser albifrons)  |
|  |                                        |
|  | Oca riallera petita (Anser erythropus) |
|  |                                        |

|  | Oca pradenca de la taigà (Anser fabalis)                                                                                  |
|  | |
|  | \| \| Oca de bec curt (Anser brachyrhynchus) \| \| \| \| \| \| Oca pradenca de la tundra (Anser serrirostris) \| \| \| \| |
|  | |
|  | Oca de bec curt (Anser brachyrhynchus)                                                                                    |
|  | |
|  | Oca pradenca de la tundra (Anser serrirostris)                                                                            |
|  | |

|  | Oca de bec curt (Anser brachyrhynchus)         |
|  |                                                |
|  | Oca pradenca de la tundra (Anser serrirostris) |
|  |                                                |

|  | Oca riallera grossa (Anser albifrons)  |
|  |                                        |
|  | Oca riallera petita (Anser erythropus) |
|  |                                        |

|  | Oca pradenca de la taigà (Anser fabalis)                                                                                  |
|  | |
|  | \| \| Oca de bec curt (Anser brachyrhynchus) \| \| \| \| \| \| Oca pradenca de la tundra (Anser serrirostris) \| \| \| \| |
|  | |
|  | Oca de bec curt (Anser brachyrhynchus)                                                                                    |
|  | |
|  | Oca pradenca de la tundra (Anser serrirostris)                                                                            |
|  | |

|  | Oca de bec curt (Anser brachyrhynchus)         |
|  |                                                |
|  | Oca pradenca de la tundra (Anser serrirostris) |
|  |                                                |

|  | Oca riallera grossa (Anser albifrons)  |
|  |                                        |
|  | Oca riallera petita (Anser erythropus) |
|  |                                        |

|  | Oca pradenca de la taigà (Anser fabalis)                                                                                  |
|  | |
|  | \| \| Oca de bec curt (Anser brachyrhynchus) \| \| \| \| \| \| Oca pradenca de la tundra (Anser serrirostris) \| \| \| \| |
|  | |
|  | Oca de bec curt (Anser brachyrhynchus)                                                                                    |
|  | |
|  | Oca pradenca de la tundra (Anser serrirostris)                                                                            |
|  | |

|  | Oca de bec curt (Anser brachyrhynchus)         |
|  |                                                |
|  | Oca pradenca de la tundra (Anser serrirostris) |
|  |                                                |

|  | Oca riallera grossa (Anser albifrons)  |
|  |                                        |
|  | Oca riallera petita (Anser erythropus) |
|  |                                        |

|  | Oca pradenca de la taigà (Anser fabalis)                                                                                  |
|  | |
|  | \| \| Oca de bec curt (Anser brachyrhynchus) \| \| \| \| \| \| Oca pradenca de la tundra (Anser serrirostris) \| \| \| \| |
|  | |
|  | Oca de bec curt (Anser brachyrhynchus)                                                                                    |
|  | |
|  | Oca pradenca de la tundra (Anser serrirostris)                                                                            |
|  | |

|  | Oca de bec curt (Anser brachyrhynchus)         |
|  |                                                |
|  | Oca pradenca de la tundra (Anser serrirostris) |
|  |                                                |

|  | Oca riallera grossa (Anser albifrons)  |
|  |                                        |
|  | Oca riallera petita (Anser erythropus) |
|  |                                        |

|  | Oca pradenca de la taigà (Anser fabalis)                                                                                  |
|  | |
|  | \| \| Oca de bec curt (Anser brachyrhynchus) \| \| \| \| \| \| Oca pradenca de la tundra (Anser serrirostris) \| \| \| \| |
|  | |
|  | Oca de bec curt (Anser brachyrhynchus)                                                                                    |
|  | |
|  | Oca pradenca de la tundra (Anser serrirostris)                                                                            |
|  | |

|  | Oca de bec curt (Anser brachyrhynchus)         |
|  |                                                |
|  | Oca pradenca de la tundra (Anser serrirostris) |
|  |                                                |

|  | Oca riallera grossa (Anser albifrons)  |
|  |                                        |
|  | Oca riallera petita (Anser erythropus) |
|  |                                        |

### Espècie
El gènere conté 11 espècies:
| Imatge | Nom científic        | Nom comú                  | Distribució |
| ------ | -------------------- | ------------------------- | --- |
|        | Anser indicus        | Oca de l'Índia            | Asia central |
|        | Anser canagicus      | Oca emperadriu            | Les Illes Aleutianes, Alaska                                                                                                  |
|        | Anser rossii         | Oca de Ross               | Amèrica del Nord |
|        | Anser caerulescens   | Oca de les neus           | Amèrica del Nord |
|        | Anser anser          | Oca comuna                | Europa occidental, Islàndia, Noruega, Suècia, Finlàndia, Estats Baltics, Rússia del nord, Polònia, Romania i Hongria oriental |
|        | Anser cygnoides      | Oca cigne                 | Mongòlia interior, nord de la Xina, i sud est de Rússia                                                                       |
|        | Anser fabalis        | Oca pradenca de la taigà  | Asia i Europa del nord |
|        | Anser brachyrhynchus | Oca de bec curt           | Europa del nord-est, especialment Irlanda, Gran Bretanya, el Netherlands i Dinamarca occidental                               |
|        | Anser serrirostris   | Oca pradenca de la tundra | Nord Siberia |
|        | Anser albifrons      | Oca riallera grossa       | Amèrica del Nord, est de Siberia est a Canadà Àrtic, wintering en els Estats Units i Japó                                     |
|        | Anser erythropus     | Oca riallera petita       | Nord d'Asia, però un reproductor escàs dins Europa                                                                            |

Les següents oques blanques es van separar com el gènere Chen. La majoria dels treballs ornitològics fusionen ara Chen a Anser,
- Oca emperadriu, Anser canagicus, de vegades separada a Philacte'
- Oca de Ross, Anser rossii
- Oca de les neus, Anser caerulescens'

| Imatge | Nom científic     | Nom comú        | Distribució                        |
| ------ | ----------------- | --------------- | ---------------------------------- |
|        | Chen canagicus    | Oca emperadriu  | mar de Bering                      |
|        | Chen rossii       | Oca de Ross     | América del Nord                   |
|        | Chen caerulescens | Oca de les neus | América del Nord i l'Illa Wrangell |

Algunes autoritats també tracten algunes subespècies com a espècies diferents (sobretot l'oca mongeta de la tundra o com a probable divisió d'espècies futures (sobretot l'oca de front blanca de Groenlàndia.

### Regsitre fòssil
S'han assignat nombroses espècies fòssils a aquest gènere. Com que les veritables oques són gairebé impossibles d’assignar osteològicament al gènere, s'ha de veure amb precaució. Es pot suposar amb una certesa limitada que els fòssils europeus de llocs d'interior coneguts pertanyen a Anser. Com que s'han descrit espècies relacionades amb l’ oca del Canadà a partir del Miocè final a Amèrica del Nord, de vegades des de les mateixes localitats que les presumptes oques grises, es posa en dubte sobre la correcta assignació genèrica de les suposades oques fòssils nord-americanes. Heterochen = Anser pratensis sembla diferir profundament d'altres espècies d' Anser i es podria situar en un gènere diferent. Com a alternativa, podria haver estat un exemple únic d'oca gris adaptada per a posar-se als arbres.
- † Anser atavus (Miocè mitjà / Baviera, Alemanya) - de vegades en Cygnus
- † Anser arenosus Bickart 1990 (Miocè tardà / Big Sandy Wickieup, EUA)
- † Anser arizonae Bickart 1990 (Miocè tardà / Big Sandy Wickieup, EUA)
- † Anser cygniformis (Miocè tardà de Steinheim, Alemanya)
- † Anser oeningensis (Meyer 1865) Milne-Edwards 1867b [ Anas oeningensis Meyer 1865 ] (Miocè tardà d'Oehningen, Suïssa)
- † Anser thraceiensis Burchak-Abramovich i Nikolov 1984 (Miocè final / Pliocè inicial de Trojanovo, Bulgària)
- † Anser pratensis (curt 1970) [ Heterochen pratensis curt 1970 ] (Pliocè inicial de Sant Valentí del comtat de Brown, EUA)
- † Anser pressus (Brodkorb 1964) [ Chen pressa Brodkorb 1964 ] (Oca de neu nana) (Glenns Ferry Pliocè final de Hagerman, EUA)
- † Anser thompsoni Martin & Mengel 1980 (Pliocè de Nebraska)
- † Anser azerbaidzhanicus (Plistocè primerenc de Binagadi, Azerbaidjan)
- † Anser devjatkini (Kuročkin 1971)
- † Anser eldaricus (Burchak-Abramovich i Gadzyev 1978
- † Anser tchikoicus (Kuročkin 1985)
- † Anser djuktaiensis Zelenkov i Kurochkin 2014 (Plistocè final de Yakutia, Rússia)

El cigne maltès Cygnus equitum es col·locava ocasionalment a Anser. Anser condoni és un sinònim de Cygnus paloregonus.Un fòssil d’oca del Plistocè primerenc-mitjà d’ El Salvador és molt similar a Anser. Atesa la seva edat, és probable que pertanyi a un gènere existent, i la biogeografia indica Branta com un altre candidat probable.
L' Anser scaldii (Beneden 1872 nomen nudum (Miocè final d'Anvers, Bèlgica) pot pertànyer als tadornins.

## Relació amb els humans i estat de conservació
Dues espècies del gènere tenen una importància comercial important, ja que han estat domesticades com a aus de corral. Les oques domesticades europees deriven de l'oca comuna, i les oques domesticades xineses i africanes provenen de l’ oca cigne.
La majoria de les espècies són caçades en major o menor mesura; en algunes zones, i algunes poblacions es veuen en perill de caça excessiva. La més notable és que l’ oca riallera petita que figura a la llista vermella de la UICN com a espècie vulnerable a tota la seva àrea d’actuació i, a causa de la caça excessiva i la destrucció de l’hàbitat. La població de l’ oca cigne està a punt de col·lapsar-se, cosa que fa que també aparegui una llista d'espècies en perill.
Altres espècies s'han beneficiat de reduccions en la caça des de finals del segle xix i principis del XX, amb la majoria d’espècies a l'Europa occidental i a Amèrica del Nord que presenten increments notables de resposta a la protecció. En alguns casos, això ha provocat conflictes amb l'agricultura, quan a l'hivern pasturen grans bandes d'oques. En el cas d'espècies domesticades s'han donat experiències per utilitzar les oques com a instruments per desherbar els cultius als Estats Units a partir de la dècada de 1950.